# Speedball (narkotyk)

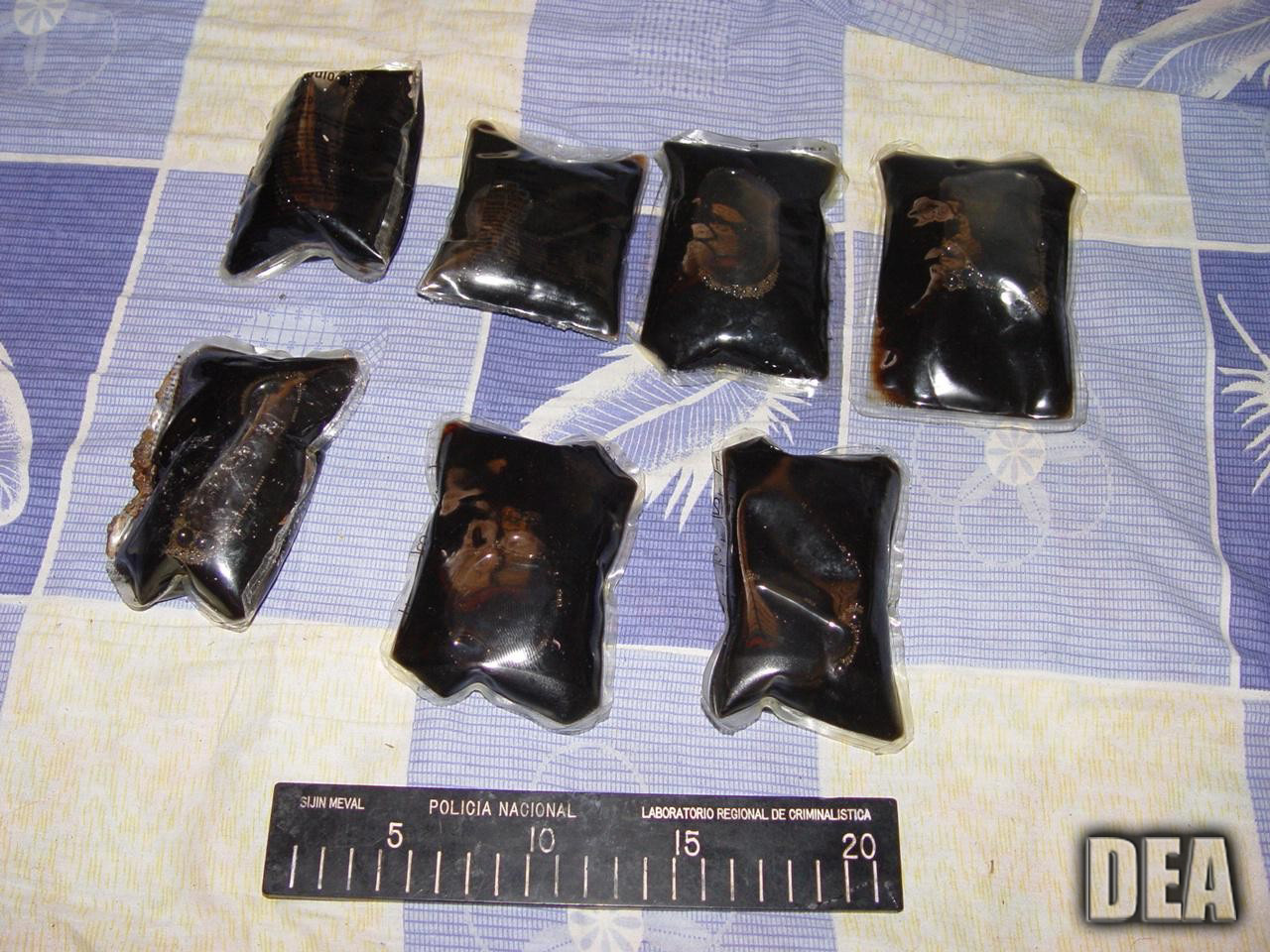
Woreczki z płynną heroiną

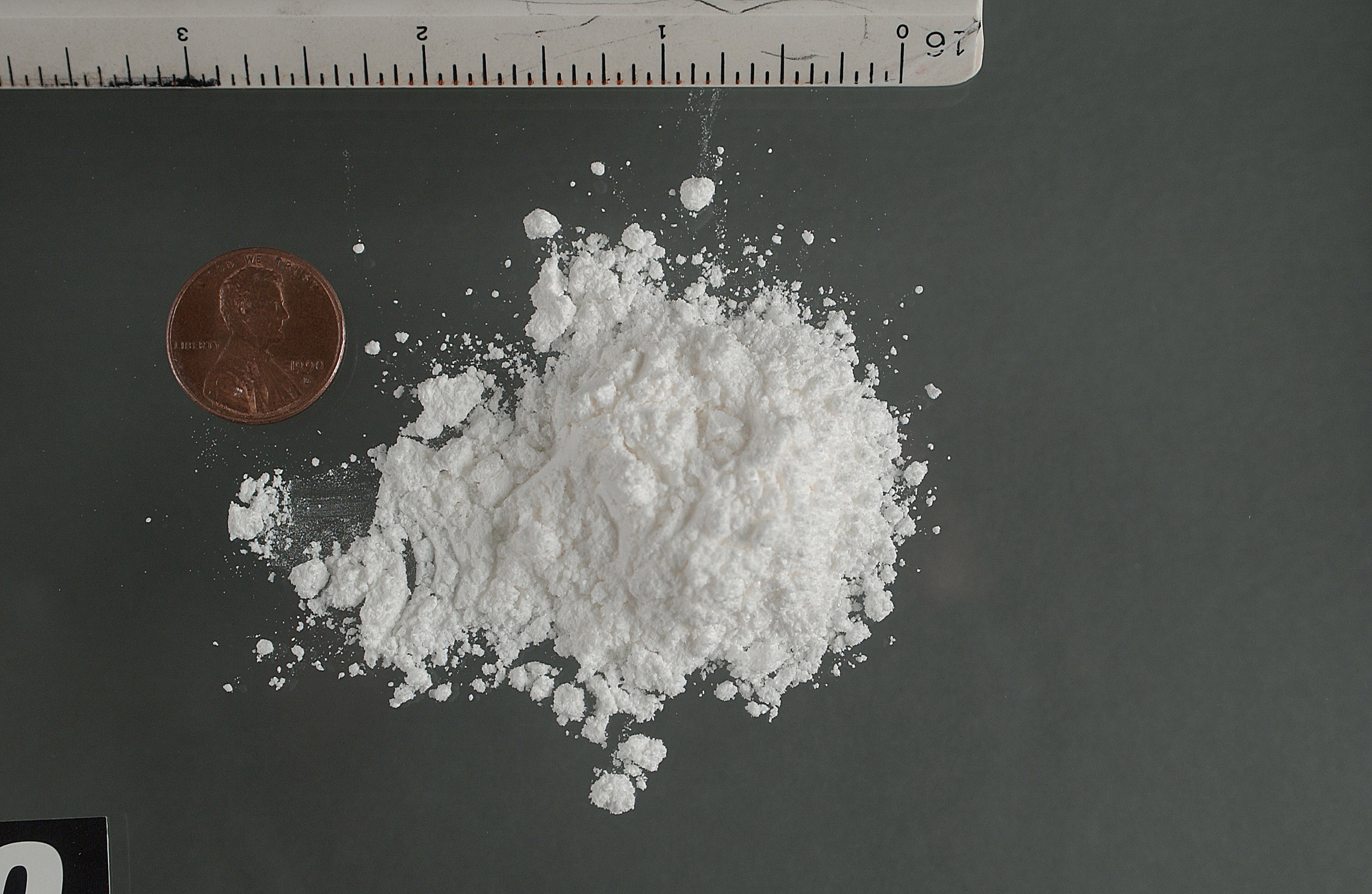
Chlorowodorek kokainy w proszku

Speedball (narkotyk) – mieszanka lub zestaw dwóch substancji narkotycznych, z których jedna pobudza centralny układ nerwowy, a druga (opioid) działa depresyjnie, stosowane jednocześnie. Praktyka, która pojawiła się w środowisku narkomanów w latach 30. XX wieku. Termin speedballing stał się znany szerszej publiczności w 1982, gdy został wymieniony w mediach jako przyczyna śmierci Johna Belushiego.
Początkowo termin ten był stosowany w związku z jednoczesnym dożylnym wstrzyknięciem heroiny i kokainy w ich postaciach rozpuszczalnych w wodzie, aktualnie obejmuje także inne sposoby wprowadzenia do ustroju np. heroina dożylnie i czysta kokaina donosowo w formie tabaczki, a w odniesieniu do składników został rozszerzony na inne kombinacje środka pobudzającego (upper) i środka hamującego (downer), jak np. łączne stosowanie heroiny i metamfetaminy.
Dożylny koktajl z heroiny i kokainy jest dobrze znaną strategią pozwalającą na zwiększenie efektu działania kokainy (rush), przy jednoczesnym złagodzeniu nieprzyjemnego uczucia i depresji (crash), które pojawiają się po zakończeniu działania kokainy. W cytacie poniżej, zaczerpniętym z oficjalnej strony rządu amerykańskiego White House Drug Policy, znajduje się opis doznań anonimowej osoby uzależnionej po zastosowaniu speedball, przedstawionych lekarzowi:

W skali od 1 do 10, jeżeli wstrzyknę speedball, osiągnę natychmiast poziom piąty (w osobistej skali euforii). Jeżeli wstrzyknę kokainę – osiągnę poziom ósmy lub dziewiąty i będę naprawdę jak szalony. W związku z tym teraz wstrzyknę heroinę, żeby przeniosła mnie z poziomu ósmego lub dziewiątego do poziomu piątego, abym mógł się nim cieszyć...
On a scale of one to ten, if I'm going to shoot a speedball, I'll probably go up to a level five (on his internal euphoria scale) right away. If I'm going to shoot coke, I'll go up to eight or nine, and I'm going to be really wild. So now I'll shoot dope to bring me from that eight or nine, to bring me down to that five so that I can enjoy it...

Wykazano doświadczalnie synergistyczne współdziałanie obu substancji podawanych jednocześnie. Efekty synergistyczne kokainy i heroiny zaobserwowano także w zachowaniu noworodków matek, które stosowały obie substancje w czasie ciąży. Jednocześnie podawane dawki kokainy i heroiny wyraźnie zwiększały poziom dopaminy na zewnątrz komórek nerwowych w obszarze jądra półleżącego, powodując wzrost przewodnictwa dopaminergicznego, który jest najprawdopodobniej odpowiedzialny za wzmocnione działanie.
Wymieniona kombinacja narkotyków jest wyjątkowo groźna dla życia, może doprowadzić do ciężkich powikłań zakończonych zgonem. Stosowanie speedballa w stanie upojenia alkoholowego wyraźnie zwiększa ryzyko śmierci z uwagi na dołączające się depresyjne działanie alkoholu na mózg oraz wpływ na metabolizm wątroby. W zależności od drogi wprowadzenia do organizmu, narkotyki w ciągu kilku sekund (w przypadku iniekcji) do kilku minut docierają do mózgu.

## Wspólne cechy heroiny i kokainy
Oba narkotyki, a przede wszystkim heroina, ze względu na rozwijającą się tolerancję organizmu wymagają zwiększania dawek w celu osiągnięcia pożądanego efektu. Różnica w czasie działania: heroina działa dłużej (średnio 6–8 godzin), zaś kokaina działa krócej (15 minut intensywnie i lekko przez godzinę) oraz przeciwstawne działanie na mózg i organy łatwo maskują objawy przedawkowania i wywołują fizjologiczny chaos w organizmie.
Jednoczesne stosowanie speedballu oraz legalnych leków przepisanych przez lekarza lub dostępnych w aptece bez recepty daje możliwość wystąpienia groźnych dla życia interakcji. Spożyty alkohol dodatkowo wzmaga działania niepożądane narkotyków i leków. Kombinacja z innymi stymulantami może prowadzić do zgonu ze względu na wzajemne potęgowanie się efektów.
U osób chorych na między innymi choroby serca, choroby naczyń krwionośnych, nadciśnienie, cukrzycę, astmę, epilepsję lub mających zaburzenia w funkcjonowaniu nerek czy wątroby, stosowanie heroiny i kokainy zwiększa ryzyko wystąpienia zagrażających życiu powikłań.
Dożylne wstrzykiwanie substancji narkotycznych ze względu na obecność nierozpuszczalnych w wodzie zanieczyszczeń, które pozostały tam po procesie produkcji, a często niewidocznych gołym okiem może prowadzić do mechanicznego uszkodzenia ściany naczyń krwionośnych, grozi zatorem i stanem zapalnym żył. Brak zachowania sterylności może prowadzić do owrzodzenia, gorączki, wstrząsu septycznego. Częste wkłuwanie w żyłę pozostawia blizny. Nieprzestrzeganie zasad higieny, niestosowanie igieł jednorazowego użytku oraz pożyczanie materiałów potrzebnych do iniekcji, w tym igieł i strzykawek staje się bardzo często źródłem zakażenia chorobami wirusowymi, takimi jak AIDS i wirusowe zapalenie wątroby typu B i C.
Osoby, które były w przeszłości uzależnione od heroiny lub kokainy (ex-narkomani) powinny zwrócić uwagę na istnienie prawdopodobieństwa powrotu do nałogu po zastosowaniu opioidowych leków przeciwbólowych lub środków znieczulających miejscowo o strukturze chemicznej podobnej do cząsteczki kokainy. Taka sytuacja może zaistnieć na przykład podczas wykonywania zabiegów chirurgicznych oraz stomatologicznych. Wielokrotność podania, duży stopień podobieństwa mechanizmu działania oraz drogi wprowadzenia leku do ustroju wyraźnie zwiększają ryzyko. Badania naukowe na zwierzętach dowodzą występowania zmian w metabolizmie tkanki mózgowej spowodowanej uzależnieniem od narkotyku. Wyniki tych badań nie mogą być bezpośrednio przekładane na ludzi. Efekt ten jest spowodowany zwiększonym wydzielaniem neuroprzekaźnika dopaminy w nucleus accumbens, części mózgu związanej z motywacją i nagradzaniem, pod wpływem środków uzależniających takich jak: amfetamina, kokaina, heroina, marihuana i alkohol, przy czym należy zaznaczyć, że każda z wymienionych substancji wykazuje inny molekularny mechanizm działania. Długotrwała możliwość powrotu do uzależnienia utrudnia pozostawanie w stanie wolnym od stosowania narkotyku (clean), który nie jest jednoznaczny ze stanem oczyszczenia organizmu z narkotyku (afkicken).

## Speedball w przemyśle rozrywkowym
Speedball był przyczyną śmierci znanych artystów, m.in. dwaj znani aktorzy amerykańscy John Belushi i River Phoenix, także Chris Farley oraz Layne Staley, wokalista zespołu Alice in Chains, zmarli w wyniku jego stosowania, wokalista zespołu Depeche Mode Dave Gahan dostał zawału serca po przedawkowaniu speedballu, a perkusista zespołu Guns N Roses Steven Adler miał wylew krwi do mózgu w wyniku stosowania speedballu – pozostały mu po nim trudności wymowy. Narkotyki stosowane w formie wstrzyknięć (shot) są aktualnie mało popularne. Zostały wyparte przez syntetyczne i półsyntetyczne narkotyki w formie tabletek, czyli łatwiejsze i dyskretniejsze w użyciu. W USA speedball jest stosowany tylko w pewnych grupach w celach „rekreacyjno-towarzyskich”, między innymi ze względu na wysokie ceny dobrej jakości heroiny i kokainy. W Europie Wschodniej na popularności zyskuje połączenie heroiny z amfetaminą.